# Iutcsip kkonminam
Az Iutcsip kkonminam (hangul: 이웃집 꽃미남, Iutcsip kkonminam, RR: Iutjib Kkonminam), angol címén Flower Boys Next Door vagy My Cute Boys, 2013-ban bemutatott dél-koreai televíziós sorozat Pak Sinhje (박신혜, Park Shin-hye), Jun Sijun (윤시윤, Yoon Shi-yoon) és Kim Dzsihun (김지훈, Kim Ji-hoon) főszereplésével. A forgatókönyvet Ju Hjonszuk (유현숙, Yoo Hyun-sook) Nanun meil kurul humcshjobonda (hangul: 나는 매일 그를 훔쳐본다; „Minden nap titokban őt figyelem”) című webképregénye alapján készítették. A történet egy agorafóbiás magányos lányról szól, aki titokban a szemközti lakásban élő csinos fiatal férfit szokta távcsővel figyelni, de a férfi bolondos öccse rajtakapja a lányt, később pedig lassan-lassan ráveszi, hogy elhagyja a szobáját.

## Történet
Ko Dongmi (Go Dok-mi) magányos lány, szinte soha nem hajlandó elhagyni a lakását, szinte extrém módon spórolós természetű. Blogot vezet és egy könyvkiadónál dolgozik távmunkában lektorként. Minden reggel távcsővel figyeli a szemközti lakásban lakó fiatal orvost, akibe titokban szerelmes. Dongmi (Dok-mi) szomszédságában két fiatalember lakik, akik webképregényeket rajzolnak. Egyikük, O Dzsillak (Oh Jin-rak) teljesen odavan Dongmi (Dok-mi)ért, de nem mer hozzá közeledni, így minden reggel egy doboz tejet hagy az ajtaja előtt egy cetlivel, amire folytatásos történetet rajzol a lánynak. Egy nap a szembeszomszéd orvoshoz látogató érkezik: öccse, Enrique, aki világhírű számítógépes játéktervező és rendkívül bohókás természetű. Enrique rajtakapja a leskelődő Dongmi (Dok-mi)t és azt hiszi, őt kémleli a távcsővel, ezért átcaplat a lány lakásához és követeli, hogy a „perverz” távcsöves azonnal jöjjön ki. Az agorafóbiás lány segítségére a webrajzolók sietnek, s ezzel megkezdődik négyőjük furcsa története, amelyben Enrique céljául tűzi ki, hogy rávegye Dongmi (Dok-mi)t magánya feloldására.

## Szereplők

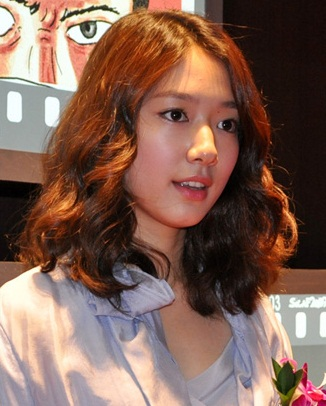

- Pak Sinhje (박신혜, Park Shin-hye): Ko Dongmi (고독미, Go Dok-mi)
- Jun Sijun (윤시윤, Yoon Shi-yoon): Enrique Geum
- Kim Dzsihun (김지훈, Kim Ji-hoon): O Dzsillak (오진락, Oh Jin-rak)
- Ko Gjongphjo (고경표, Go Kyung-pyo): Ju Donghun (유동훈, Yoo Dong-hoon)

- Pak Sinhje (박신혜, Park Shin-hye)

## Epizódlista
| Dátum                     | Epizód | Epizód címe                                                        | Országos nézettség    |
| ------------------------- | ------ | ------------------------------------------------------------------ | --------------------- |
| 2013-01-07                | 01     | I steal peeks at him every day                                     | 0.552                 |
| 2013-01-08                | 02     | Just leave me alone! Please!!                                      | 0.841                 |
| 2013-01-14                | 03     | First love hurts and unrequited love is sad                        | 1.228 (tvN + OnStyle) |
| 2013-01-15                | 04     | No such thing as kind lies or white lies?                          | 1.504 (tvN + OnStyle) |
| 2013-01-21                | 05     | I make up 100 reasons to meet you by chance                        | 2.515 (tvN + OnStyle) |
| 2013-01-22                | 06     | The related keywords for 'meeting' are 'fate' and 'ill-fated'      | 2.781 (tvN + OnStyle) |
| 2013-01-28                | 07     | Pride and prejudice and misunderstanding                           | 1.445 (tvN + OnStyle) |
| 2013-01-29                | 08     | There's a hazardous tunnel zone ahead                              | 1.409 (tvN + OnStyle) |
| 2013-02-04                | 09     | I love you as much as I know you, I know you as much as I love you | 1.003 (tvN + OnStyle) |
| 2013-02-05                | 10     | If you know about your enemy, see things from his eyes, not yours  | 1.390 (tvN + OnStyle) |
| 2013-02-11                | 11     | Can I go back to being the old me?                                 | 1.356                 |
| 2013-02-12                | 12     | The wind is blowing. I like you                                    | 1.470                 |
| 2013-02-18                | 13     | Is it to dream a new dream?                                        | 1.302                 |
| 2013-02-19                | 14     | Love is to see different maps at times                             | 1.121                 |
| 2013-02-25                | 15     | Love sometimes seeks a further path                                | 1.190                 |
| 2013-02-26                | 16     | Love your neighbor                                                 | 1.409                 |
| Forrás: AGB Nielsen Korea |        |                                                                    |                       |